# Franciszek Rodziewicz (oficer piechoty)
Franciszek Rodziewicz (ur. 18 lutego 1894 w Żupranach, zm. 5 sierpnia 1958) – major piechoty Wojska Polskiego, kawaler Orderu Virtuti Militari.

## Życiorys
Urodził się 18 lutego 1894 w Żupranach, w ówczesnym powiecie oszmiańskim guberni wileńskiej, w rodzinie Józefa i Józefy z domu Hołubko. Ukończył szkołę powszechną w rodzinnej miejscowości, a w 1914 progimnazjum w Smorgoniach. Egzamin dojrzałości zdał w 1918 w Mińsku.
6 marca 1915 został wcielony do 85 batalionu zapasowego w Moskwie. 15 sierpnia tego roku ukończył Szkołę Praporszczyków w Peterhofie i został wysłany na front.
Z dniem 1 marca 1919 został przydzielony do rezerwy oficerów Wojska Polskiego. 5 kwietnia 1919 został formalnie przyjęty do Wojska Polskiego z byłych Korpusów Wschodnich i byłej armii rosyjskiej, z zatwierdzeniem posiadanego stopnia kapitana ze starszeństwem od 7 listopada 1918, z zaliczeniem do I Rezerwy oraz powołaniem do służby czynnej na czas wojny aż do demobilizacji. Powierzono mu organizację batalionu „Odsieczy Lwowa” w Radomiu, który później został wcielony do 19 pułku piechoty jako III batalion. Oddział złożony był z poborowych z powiatu radomskiego i Zamościa. Pomocy przy organizacji oddziału udzielił mu Radomski Komitet Obrony Lwowa. 19 kwietnia 1919 wyjechał z batalionem na front, gdzie walczył z Ukraińcami, a później przeciwko bolszewikom. Wyróżnił się 9 września 1920 w obronie Buska.
Po zakończeniu działań wojennych pozostał w wojsku jako oficer zawodowy i kontynuował służbę w 19 pułku piechoty we Lwowie. Po 1924 został przeniesiony do 61 pułku piechoty w Bydgoszczy. 12 kwietnia 1927 został mianowany majorem ze starszeństwem z 1 stycznia 1927 i 54. lokatą w korpusie oficerów piechoty, a w następnym miesiącu wyznaczony na stanowisko dowódcy III batalionu. W lipcu 1929 został przeniesiony do 41 Pułku Piechoty w Suwałkach na stanowisko kwatermistrza. W marcu 1932 został przeniesiony do Korpusu Ochrony Pogranicza. W maju 1933 został przeniesiony z KOP do 79 pułku piechoty w Słonimie na stanowisko dowódcy batalionu. W lipcu 1935 został zwolniony z zajmowanego stanowiska i oddany do dyspozycji dowódcy Okręgu Korpusu Nr IX, a później przeniesiony w stan spoczynku.
W czasie kampanii wrześniowej 1939 walczył na stanowisku komendanta Kwatery Głównej 39 Dywizji Piechoty. 26 września pod Zamościem dostał się do niewoli niemieckiej. Do 1945 przebywał w Oflagu VII A Murnau.
Zmarł 5 sierpnia 1958 i został pochowany na cmentarzu rzymskokatolickim w Radomiu (kwatera 4B, rząd 1).
5 lutego 1921 ożenił się z Henryką z Imbsów (zm. 1969), z którą miał syna Olgierda Henryka (1923–2006), docenta, doktora, dziekana Wydziału Materiałoznawstwa i Technologii Obuwia Politechniki Radomskiej i córkę Barbarę Marię (ur. 1928).

## Ordery i odznaczenia
- Krzyż Srebrny Orderu Wojskowego Virtuti Militari nr 2017 (2040)[23] – 22 lutego 1921[24][25]
- Krzyż Walecznych[26][27]
- Amarantowa wstążka – 19 lutego 1918[6]
- Medal Pamiątkowy za Wojnę 1918–1921[26]
- Medal Dziesięciolecia Odzyskanej Niepodległości[26]
- Medal Zwycięstwa[26]

20 grudnia 1932 Komitet Krzyża i Medalu Niepodległości odrzucił wniosek o nadanie mu tego odznaczenia „z powodu braku pracy niepodległościowej”.